# Нерчински хребет
Нѐрчинският хребет (на руски: Нерчинский хребет) е нископланински хребет в Южен Сибир, в югоизточната част на Забайкалски край на Русия. Простира се на протежение около 200 km от изворите на река Уров (ляв приток на Аргун (дясна съставяща на Амур) на североизток до руско-монголската граница на югозапад. Преобладаващите височини са 1000 – 1100 m, максимална връх Кедровик 1475 m (50°53′00″ с. ш. 118°10′35″ и. д. / 50.883333° с. ш. 118.176389° и. д.), разположен в средната му част. Изграден е основно от гранити, въгленосни алевролити, пясъчници и конгломерати. От него водят началото си реките Газимур, Долна Борзя, Средна Борзя, Горна Борзя и Урулюнгуй (леви притоци на Аргун). В североизточните си, по-високи части е покрит с лиственични гори и планински пасища по склоновете с южна експозиция, а югозападните, ниски части – обширни степни пространства се редуват с редки брезови гори.

## Топографски карти
- Лист от карта M-50-X Александровский Завод. Мащаб: 1 : 200 000. Указать дату выпуска/состояния местности.
- Лист от карта M-50-XI Калга. Мащаб: 1 : 200 000. Указать дату выпуска/состояния местности.
- Лист от карта M-50-XV Борзя. Мащаб: 1 : 200 000. Указать дату выпуска/состояния местности.
- Лист от карта M-50-XVI Кличка. Мащаб: 1 : 200 000. Указать дату выпуска/состояния местности.